# Hiệu ứng lá sen

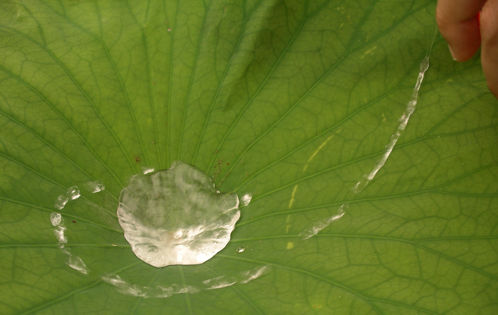
Hiệu ứng lá sen

Hai giọt nước trên bề mặt lá sen

Trong khoa học vật liệu, hiệu ứng lá sen chỉ sự không thấm nước của bề mặt một số lá cây, điển hình là lá sen. Nước bị đẩy lùi khỏi bề mặt của lá nhờ các sợi lông nhỏ mịn trên bề mặt.
Barthlott đã nghiên cứu và chứng minh sự liên quan giữa cấu trúc micro và các hợp chất hóa học trên bề mặt lá sen với khả năng chống bị ướt và tự làm sạch khỏi chất làm ô nhiễm. Nước rơi lên bề mặt lá sẽ lăn như những giọt hình cầu, cuốn đi bùn bẩn và vi trùng.
Người ta đã mô phỏng hiệu ứng này để tạo ra các vật liệu tự làm sạch, siêu kị nước dựa trên hiệu ứng này của tự nhiên. Chúng được ứng dụng để chế tạo sơn, ngói lợp mái nhà, vải hay các bề mặt khác cần tự làm sạch.
Sen là loài nổi tiếng về sự sạch sẽ, dù mọc trong môi trường bùn lầy. Ca dao Việt Nam có câu:
Trong đầm gì đẹp bằng sen
Lá xanh bông trắng lại chen nhị vàng
Nhị vàng bông trắng lá xanh
Gần bùn mà chẳng hôi tanh mùi bùn
Cũng từ hiện tượng và định nghĩa nêu trên, tục ngữ Việt Nam đã lấy chúng làm một trong các câu thành ngữ sau đây: "nước đổ lá sen", "nước đổ lá khoai", "nước đổ lá môn", "nước đổ đầu vịt" dùng để ám chỉ những người không chịu tiếp thu cái được dạy dù đã được chỉ dạy nhiều lần.

## Hình ảnh

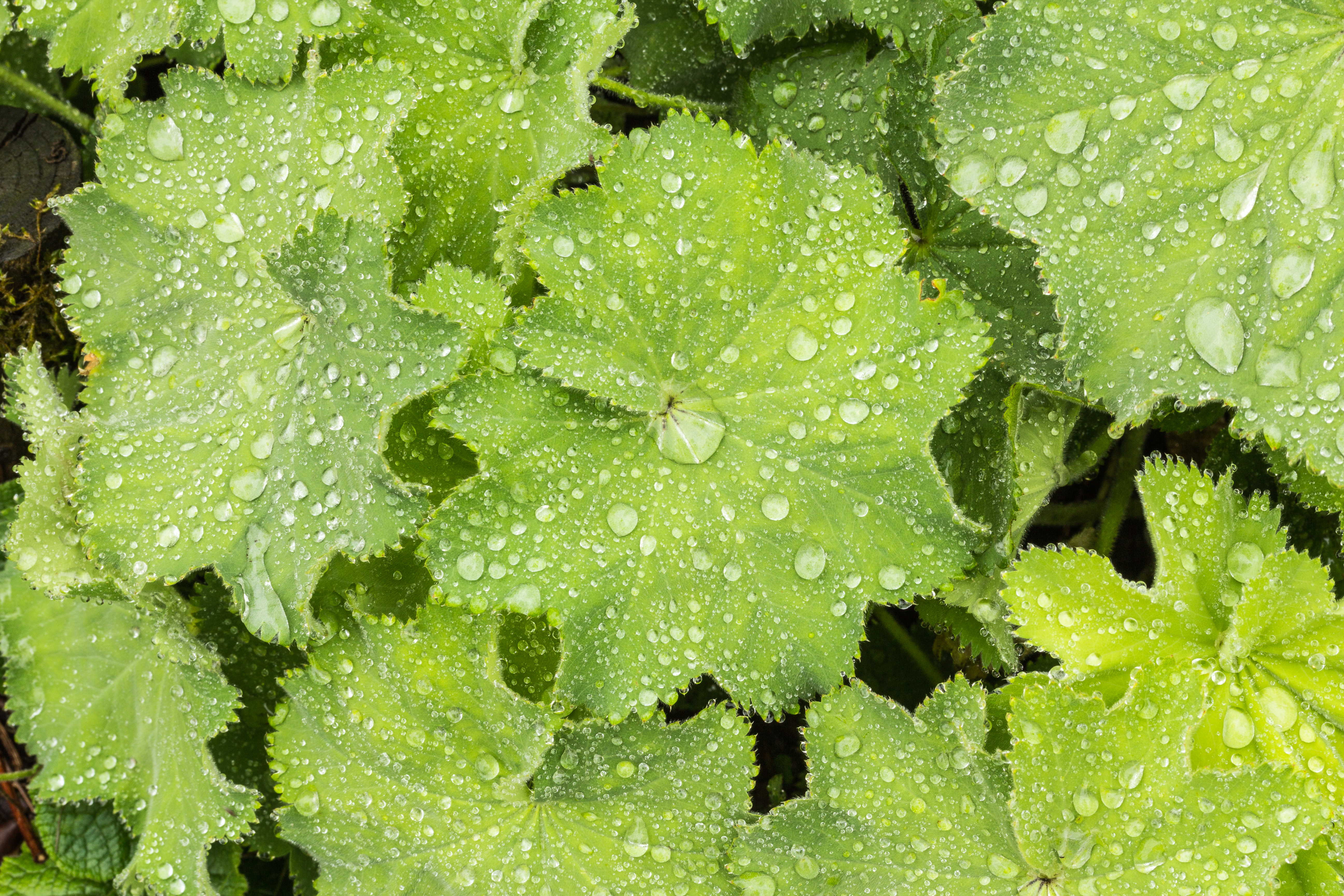
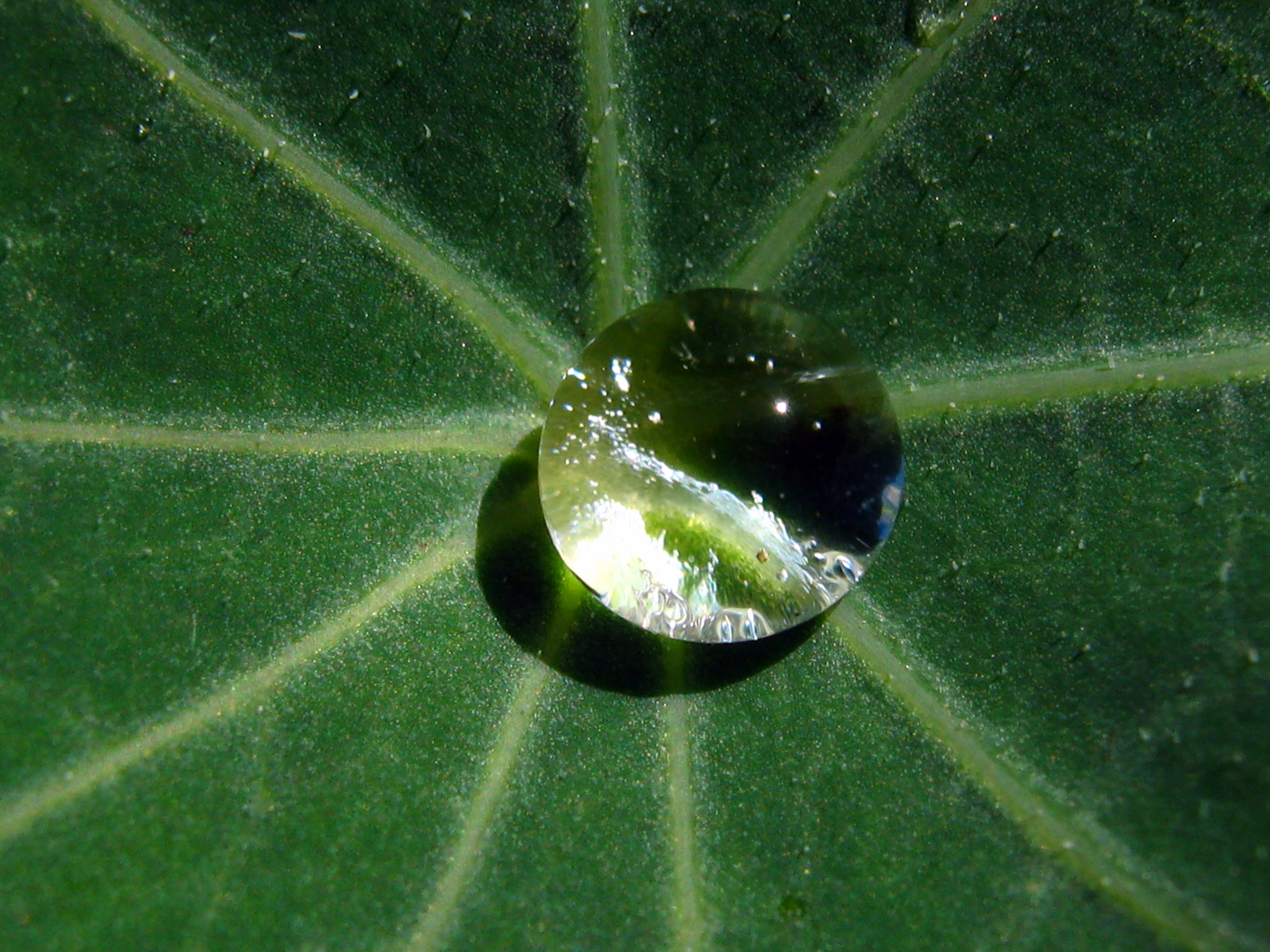
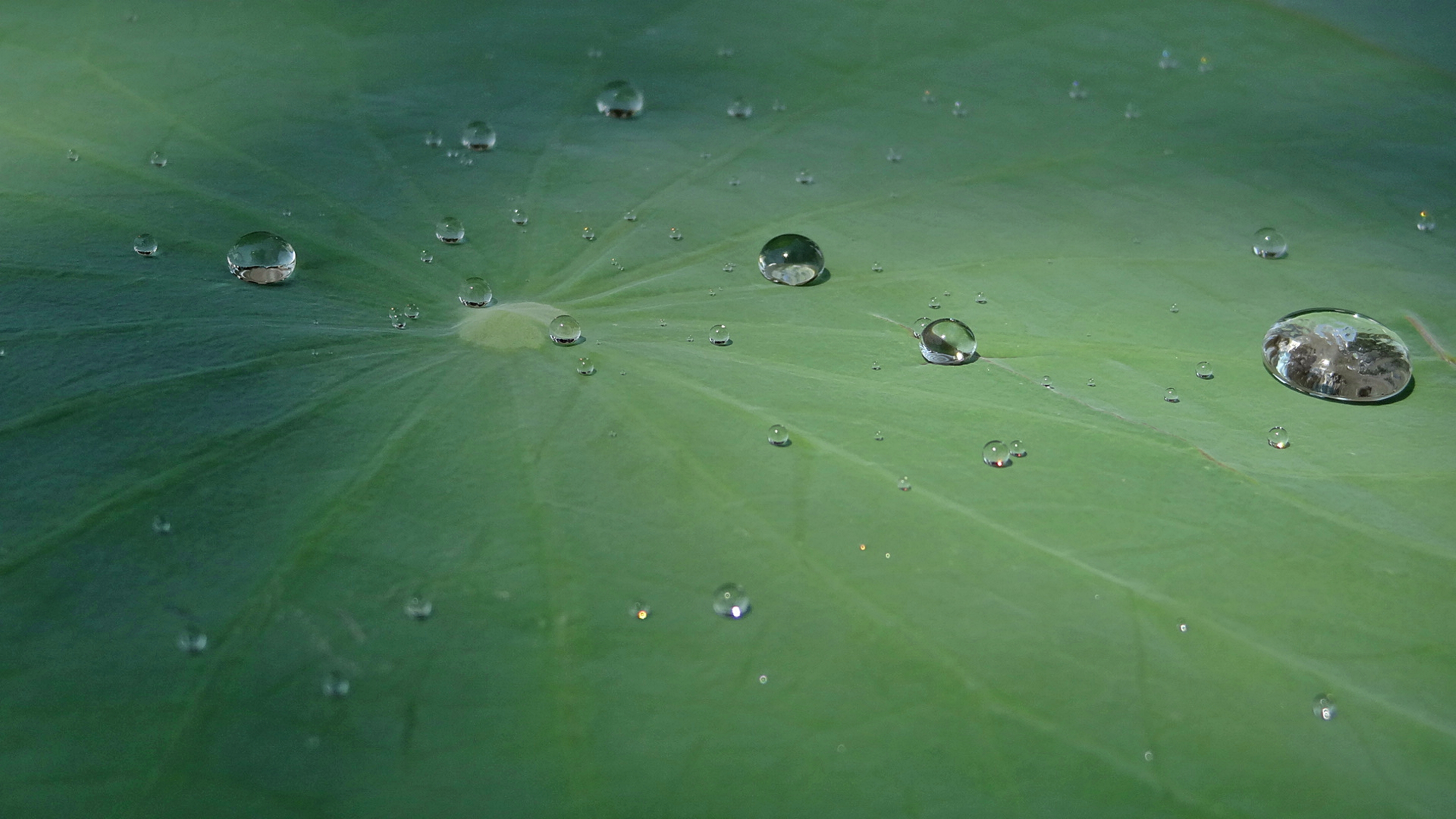
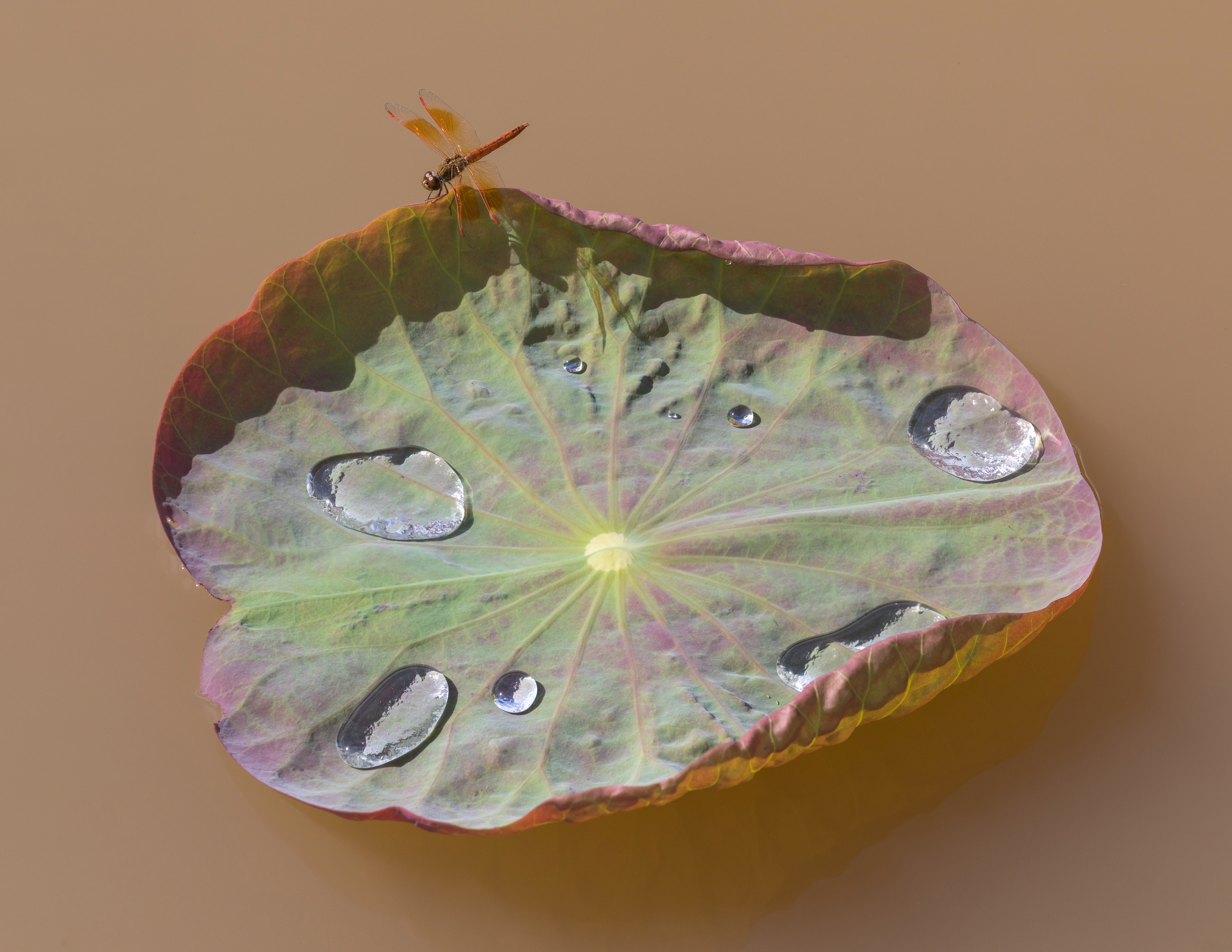
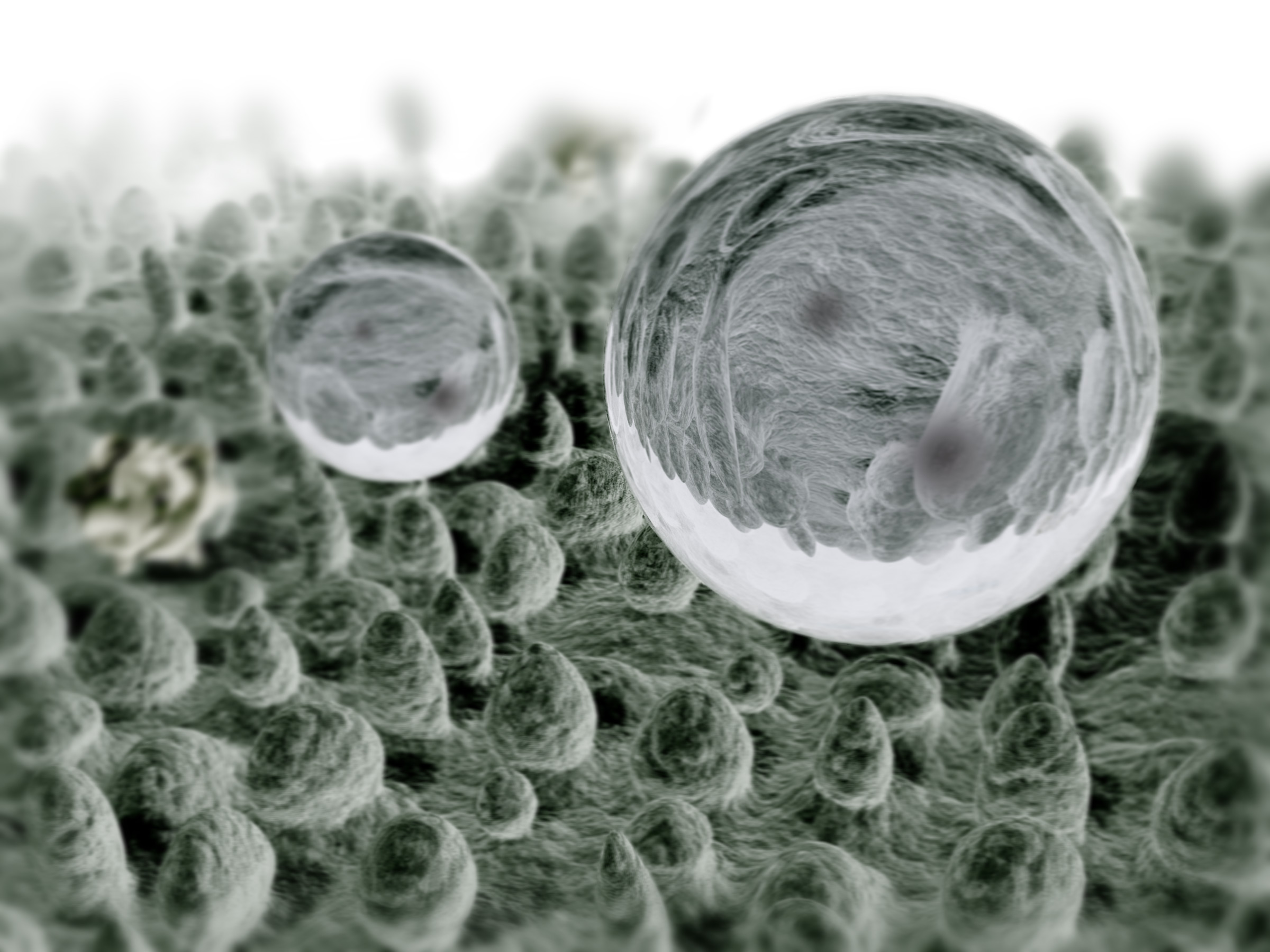
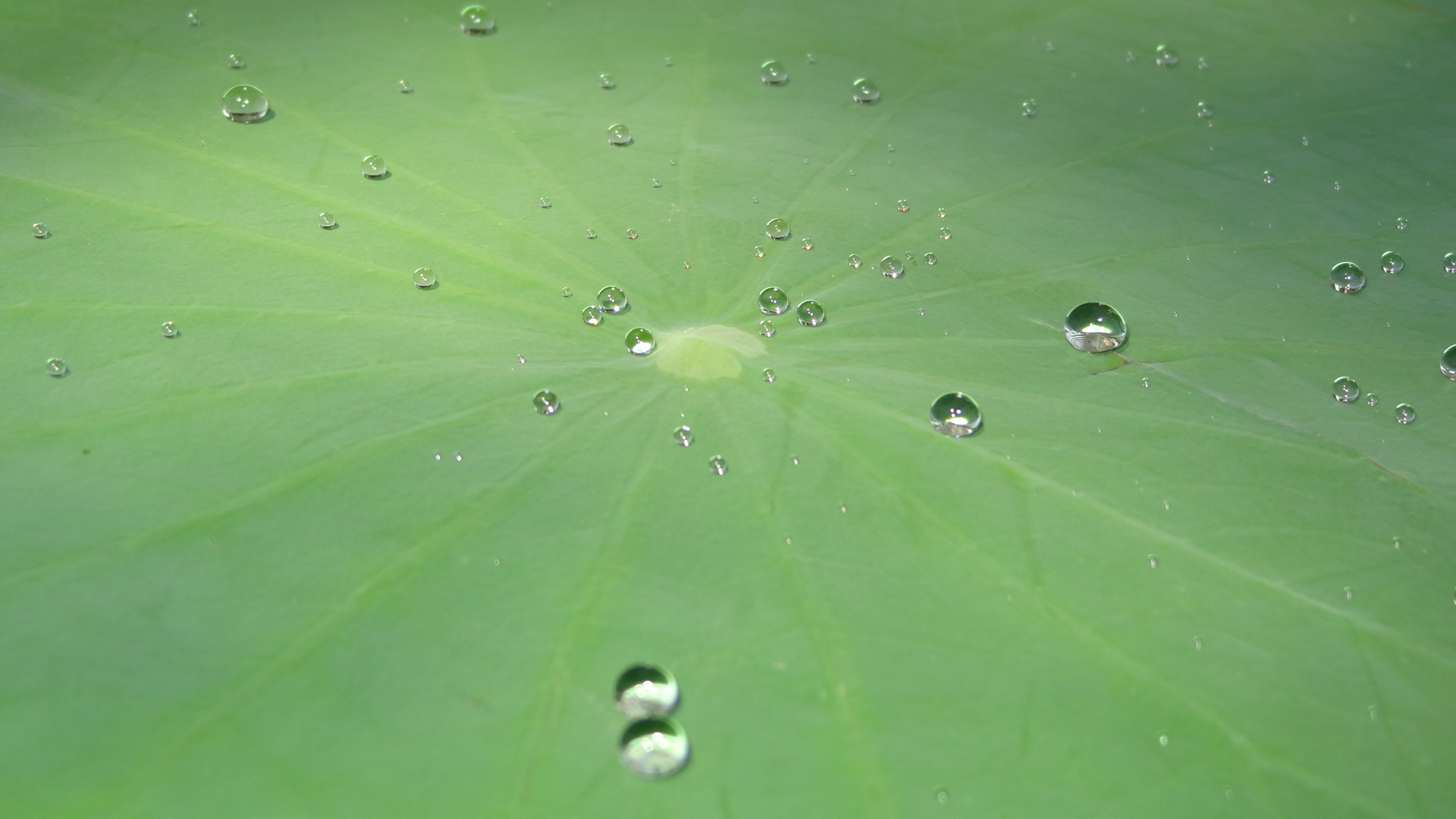
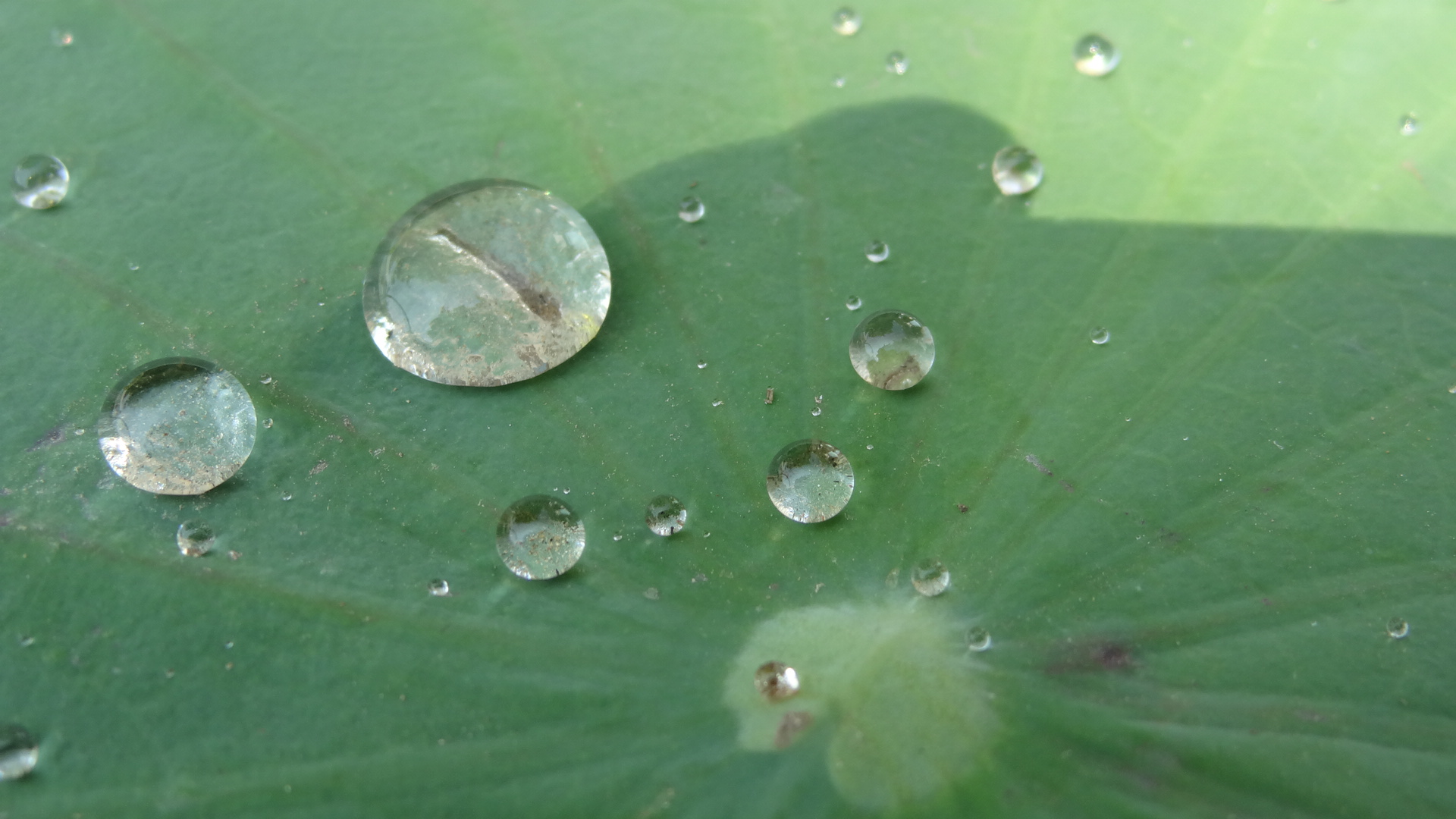